# The Sword of Shibito
The Sword of Shibito (яп. しびとの剣 Сибито но кэн, «Меч Сибито») — манга по сценарию Хидэюки Кикути, нарисованная иллюстратором Мисайру Какураи. Выходила в сэйнэн-журнале Comic Birz с 1998 по 2002 год и была издана компанией Gentosha в восьми томах. Изначально The Sword of Shibito выходила в издательстве Scholar (スコラ), но компания обанкротилась в 1999 году.
Манга лицензирована в США компанией Central Park Media (CPM Manga), во Франции — издательством 12 Bis.

## Сюжет
Действие происходит в период Эдо. Путешествующий врач Киндзо оказывается вовлечён в интриги клана Саэдзуки, член которого желает оживить своего сына Сибито наподобие чудовища Франкенштейна, чтобы он мог стать сильнейшем самураем Японии и привести клан Саэдзуки к власти. Киндзо учит страдающего от временной потери памяти Сибито, а также пытается обрести контроль над Сибито, который не желает подчиняться чужим командам.

## Список томов
| № | Дата публикации     | ISBN                                                          |
| - | ------------------- | ------------------------------------------------------------- |
| 1 | 16 сентября 1998 г. | ISBN 978-4796297417 (Scholar), ISBN 978-4789781398 (Gentosha) |
| 2 | 29 июля 1999 г.     | ISBN 978-4789781404                                           |
| 3 | 29 января 2000 г.   | ISBN 978-4789782258                                           |
| 4 | 29 августа 2000 г.  | ISBN 978-4789782913                                           |
| 5 | 27 февраля 2001 г.  | ISBN 978-4789783408                                           |
| 6 | 29 августа 2001 г.  | ISBN 978-4789783743                                           |
| 7 | 23 марта 2002 г.    | ISBN 978-4344800410                                           |
| 8 | 21 ноября 2002 г.   | ISBN 978-4344801561                                           |